# Kladnart
Kladnart je naselje v Občini Vojnik.